# Fulano y Mengano
Fulano y Mengano es una película española de comedia dramática estrenada en 1957, dirigida por Joaquín Luis Romero Marchent y protagonizada en los papeles principales por José Isbert, Julia Martínez y Juanjo Menéndez.
Se trata de una adaptación de la novela Proceso Personal del escritor José Suárez Carreño, quien además participó en la redacción del guion.
Se trata de la quinta película de Romero Marchent. El historiador de cine Carlos Aguilar se refiere al filme como una comedia "entre agridulce y neorrealista, francamente sólida en todos sus aspectos".
La película fue rodada en 1955 aunque su estreno no se produjo hasta 1957 (Barcelona) y 1959 (Madrid).

## Sinopsis
Eudosio y Carlos fueron encarcelados por un delito que no cometieron. Una vez en libertad deben conseguir un empleo y adaptarse a una sociedad que les rechaza, no solo por haber estado en la cárcel sino por ser pobres. Ambos subsisten a base de pequeños hurtos y de pedir limosna, y se cobijan en un edificio abandonado y medio derruido del Arrabal de San Francisco de Madrid que les ofrece Damián. La hija de éste, Esperanza, tratará de crear un pequeño hogar junto a ellos, pero la desgracia en la que viven no permitirá que salgan adelante con facilidad.

## Localizaciones
La película se rodó en Segovia y Madrid. La cárcel de la que salen los protagonistas cuando consiguen su libertad es el Convento de las Comendadoras de Santiago de Madrid, en la plaza de las Comendadoras.

## Reparto
- José Isbert como Eudosio
- Julia Martínez como Esperanza
- Juanjo Menéndez como Carlos
- Emilio Santiago como El Jaula
- Antonio García Quijada como El Anguila
- Manuel Arbó como Damián
- Rafael Bardem como Don Vicente
- Aníbal Vela como Carreño
- Emilio Rodríguez como Polícia
- Julia Delgado Caro
- Marcelino Ornat
- Xan das Bolas como	Conductor del coche fúnebre
- Rufino Inglés
- Manuel Requena como Vendedor ambulante de lotería
- Ángel Álvarez como Encargado de obra
- Carmen Porcel
- Fernando Delgado como Hombre en el metro
- Antonio Molino Rojo como Preso
- Rafael Romero Marchent como Paco
- Manuel Alexandre como Guardia
- José María Caffarel como Señor que da limosnas
- Mario Morales